# Neuhäuseln (Gemeinde Aigen-Schlägl)
Die Neuhäuseln sind eine Siedlung in der Gemeinde Aigen-Schlägl im Bezirk Rohrbach in Oberösterreich.

## Geographie
Die Einzelsiedlung Neuhäuseln befindet sich im Norden der Ortschaft Aigen im Mühlkreis. Sie liegt im Einzugsgebiet des Galgenbachs. An dessen Ufer nordwestlich der Siedlung steht die Stampfmühle. Die Neuhäuseln sind Teil der 22.302 Hektar großen Important Bird Area Böhmerwald und Mühltal.

## Geschichte
Bis zur Gemeindefusion von Aigen im Mühlkreis und Schlägl am 1. Mai 2015 gehörten die Neuhäuseln zur Gemeinde Aigen im Mühlkreis.